# London Bridge Station
London Bridge Station – stacja kolejowa w Londynie, w Southwark, na południowy wschód od London Bridge, około 2,6 km na wschód od Charing Cross. Posiada 15 peronów i obsłużyła w roku 2005 około 80,773 mln pasażerów.
Ze stacji korzystają obecnie trzej przewoźnicy. Pociągi First Capital Connect stają tu na trasie  z Bedford do Brighton. Składami firmy Southeastern można dostać się m.in. do Hastings i Tunbridge Wells. Z kolei Southern jeździ stąd m.in. do Brighton, Tattenham i Caterham.